# Francesca Caccini
Pour les articles homonymes, voir Caccini.
Francesca Caccini, née le 18 septembre 1587 à Florence et morte après 1645, est une compositrice italienne du début du XVIIe siècle, fille du chanteur et compositeur Giulio Caccini. Cantatrice, claveciniste, luthiste, guitariste, elle fut probablement la première femme ayant composé des opéras (forme théâtrale entièrement chantée, créée vers l'an 1600, à Florence).

## Biographie
Francesca Caccini est la fille de Giulio Caccini et de Lucia di Filippo Gagnolandi, chanteuse. À sa naissance, son père est au service des Médicis, ce qui implique la prise en charge de ses proches par ces derniers. Très jeune, Francesca Caccini est initiée à la musique par son père. Il lui apprend le chant, le clavecin, le luth, la théorie musicale et la composition. Elle étudie auprès d'un précepteur des domaines aussi variés que le latin, la rhétorique, la poésie, la géométrie, l'astrologie ou la philosophie. Elle grandit dans une maison fréquentée par les élèves de son père, mais aussi des poètes, des peintres, des musiciens et des mélomanes. La grande chance de Francesca Caccini est d’être née dans une période radicale de transition musicale et d’avoir été informée directement des tendances musicales italiennes du moment.
Sa première participation connue à un spectacle, aux côtés de sa jeune sœur Settimia Caccini, également compositrice, est un ensemble de deux représentations musicales composées par Giulio Caccini pour le mariage de Marie de Médicis avec Henri IV, en octobre 1600.
À l'âge de vingt ans, Francesca Caccini est engagée comme musicienne sous l'autorité du Grand-duché de Toscane. En 1605, les Caccini se rendent à Paris à la demande d'Henri IV et Marie de Médicis : Francesca Caccini y fera une grande impression, notamment en interprétant des chansons françaises. Elle épouse Giovanni Battista Signorini en novembre 1607, avec qui elle aura une fille, Margherita Signorini (1622-1690).
Elle est alors au service de Catherine de Lorraine (petite-fille d'Henri II et de Catherine de Médicis), pour laquelle elle produit de courts spectacles.
En 1618, elle publie son recueil Il primo libro delle musiche a una, e due voci.
Le 29 décembre 1626, Giovanni Battista Signorini meurt, un nouveau mariage est alors organisé et se conclut un an après, le 4 octobre 1627. Francesca Caccini épouse Tommaso Raffaelli, avec qui elle aura un garçon, lui-même prénommé Tommaso. Son second mari meurt le 16 avril 1630.

## Œuvres
Ses œuvres pour une ou deux voix avec basse continue paraissent dans un recueil : Il primo libro delle musiche a una, e due voci (Le Premier livre des musiques à une et deux voix), dédié au cardinal de Médicis. Elles sont regroupées dans la table des matières en deux catégories, dix-neuf Spirituali (sacrées) et dix-sept Temporali (profanes).
La seule partition d'opéra qui nous soit parvenue, La liberazione di Ruggiero dall'isola d'Alcina (1625, Cour de Florence), relève de l'esthétique des premiers spectacles de la cour de Florence. Elle écrit aussi Rinaldo innamorato (Renaud amoureux). En plus des opéras et opéra-ballets, elle a composé des pièces pour le théâtre.

### Œuvres vocales
- Il primo libro delle musiche a una, e due voci

### Opéras
- La liberazione di Ruggiero dall'isola d'Alcina
- 1625 : Rinaldo Innamorato

### Ballet
- La mascherata delle ninfe di Senna
- La Tancia
- Il passatempo

## Discographie
- Nella Anfuso – Francesca Caccini, CD + livre Stilnovo 8816 – Florilegio. Musiche, Libro I, Florence 1618
- Francesca Caccini O viva Rosa - CD -  interprètes : Shannon Mercer, Luc Beauséjour, Sylvain Bergeron, Amanda Keesmaat, édition ANALEKTA, 2010 - 18 airs extraits de Il primo libro delle musiche

## Hommages
- Un cratère vénusien, Caccini, est nommé en son honneur[5].